# Ernst Peymann

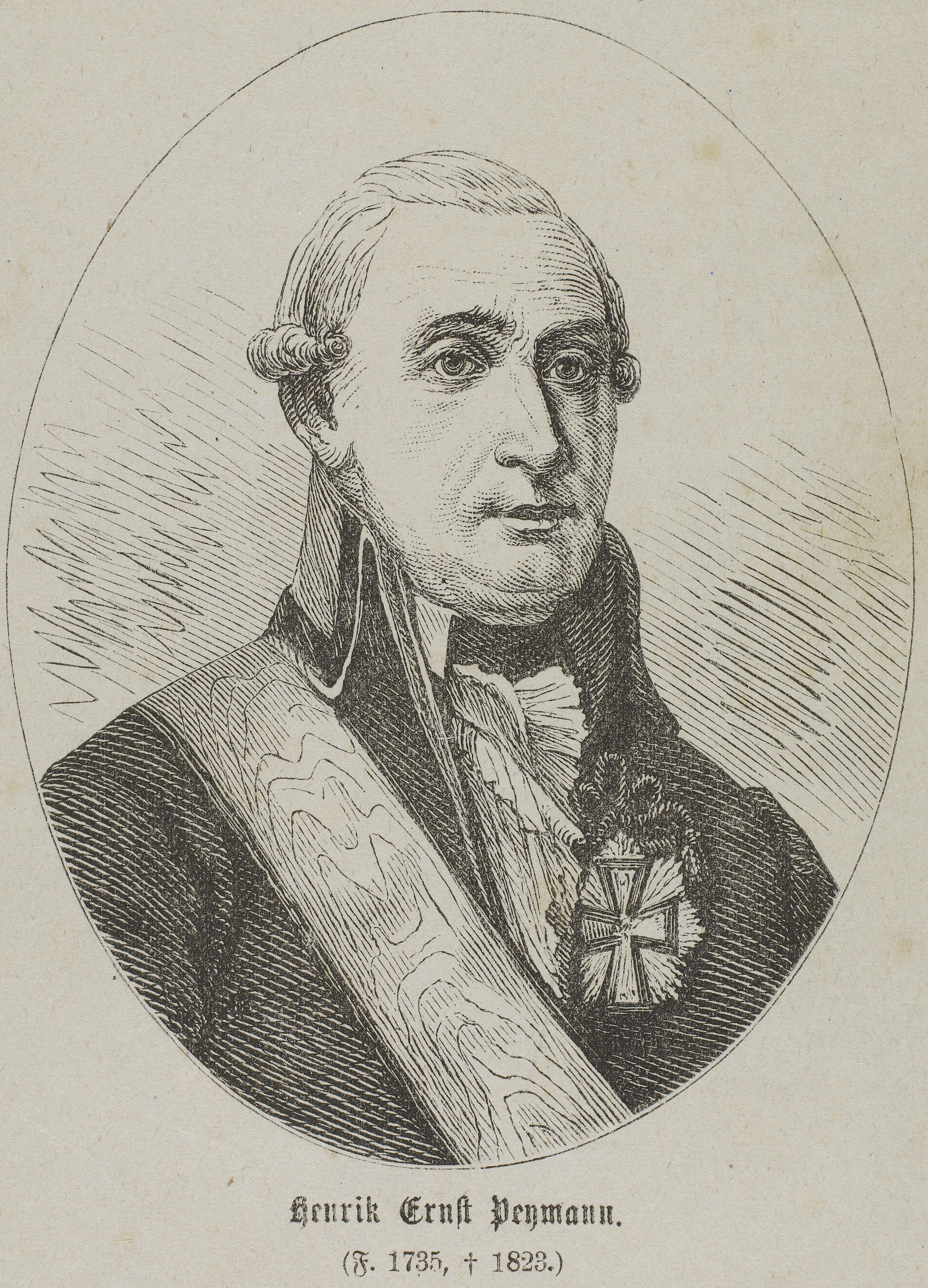
Ernst Peymann

Heinrich Ernst (von) Peymann (* 22. Mai 1737 in Rotenburg/Wümme; † 28. Januar 1823 in Rendsburg) war ein deutscher General in dänischen Diensten.

## Leben
Peymann stammte aus dem Herzogtum Bremen. Er stand wie sein Bruder Christian Friderich Hermann Peymann in Diensten des dänischen Königs Christian VII. und war als Generalmajor Kommandant von Kopenhagen während des britischen Bombardements Kopenhagens im Jahr 1807. Um die völlige Vernichtung Kopenhagens abzuwenden, musste der beim Bombardement verwundete Peymann nach einigen Tagen Kampf die gesamte dänische Flotte an Großbritannien ausliefern. Die Stadt war dabei schon zu etwa 30 Prozent zerstört und 2000 Zivilisten durch Kriegseinwirkungen umgekommen.
Nach dem Tod Christians VII. wurde Peymann von dessen Nachfolger Friedrich VI. 1808 vor ein Kriegsgericht gestellt, das aufgrund der befehlswidrigen (aber nach den Umständen wohl unvermeidlichen) Kapitulation Peymanns die nachstehende Entscheidung fällte: „Der General-Major Heinrich Ernst Peymann hat die Ehre und das Leben verwirkt, und seine Güter sind der Confiscation verfallen.“ Der König milderte am 18. Januar 1809 das Urteil ab, so dass Peymann sein Leben in Freiheit in Rendsburg beschließen konnte.